# 浮世繪
浮世繪（日语：／ Ukiyoe */?）是17至19世紀興盛於日本的一種藝術表現手法。創作者製作了各種題材之木雕版印刷畫和手繪作品（肉筆浮世繪），主要題材有女性美人、歌舞伎演員、相撲選手、歷史場景、民間故事、旅行場景、風景、植物、動物、情色描繪等。
1603年，江戶成為日本政治權力中心之德川幕府的根據地。處於社會秩序底層的町人階級（商人、手工業者和工人）從城市的高速經濟增長中獲益最多，開始沉迷和光顧歌舞伎、藝伎、花魁等所在之娛樂活動地區（遊廓）；浮世繪（“浮動的世界”）一詞用來描述這種享樂主義的生活方式。印刷或繪畫的浮世繪作品在町人階級中很受歡迎，他們已經變得足夠富有，可以用之來裝飾自己的住家。
最早的浮世繪作品出現於1670年代，有菱川師宣的畫作和以美麗女性為題材的單色版畫。彩色印刷品而後逐漸出現，起初僅限於特殊委託。到1740年代，奧村政信等藝術家開始使用多個木版以印刷顏色區塊。在1760年代，鈴木春信的“錦繪”取得成功，全彩色製作開始成為標準，每幅版畫使用 10 個或更多色塊製作。 一些浮世繪藝術家專門製作繪畫，但大多數作品都是版畫。 藝術家很少雕刻自己的木版進行印刷； 相反，生產由設計版畫的藝術家、切割木版的雕刻師、將木版上墨並壓在手工紙上的印刷商，以及資助、推廣和發行作品的出版商分別進行。由於印刷是手工完成的，印刷商能夠實現機器無法實現的效果，例如印版上顏色的混合或漸變。
18世紀末之鳥居清長、喜多川歌麿和東洲齋寫樂等代表性創作者的女性和演員題材之肖像畫備受重視。19世紀也見證了浮世繪之傑出創作之延續，葛飾北齋創作了日本最著名的藝術作品之一《神奈川沖浪裏》，還有歌川廣重的《東海道五十三次》。在這兩位代表性創作者過世不久後，在1868年明治維新之後的技術發展和社會現代化進程中，浮世繪的產量急劇下降。 然而，在20世紀日本版畫再度興起：「新版畫」流派針對西方社會對日本傳統場景版畫的興趣進行商業創作，「創作版畫」運動促進了個人主義作品的出現，該類創作由一位藝術家獨力設計、雕刻和印刷。自20世紀末以來，版畫一直延續著個人主義風格，通常採用從西方引進的技術製作。
浮世繪是19世紀後期形成西方對日本藝術看法的核心，尤其是葛飾北齋和歌川廣重的風景畫。1870年代起，日本主義成為一股顯著的潮流，對埃德加·德加、愛德華·馬奈、克勞德·莫奈等早期印象派畫家，以及文森特·梵高等後印象派畫家和亨利·德·土魯斯-羅特列克等新藝術運動藝術家產生了深遠的影響。

## 歷史
“浮世绘”这一名词最早出现于1681年（天和元年）日本发行的俳谐书《各种各样的草》。“浮世”一词是日本中世以来的佛教概念中相对于净土的充满忧虑的现世。它所指稱在塵俗人間的漂浮不定，衍伸為一種享樂的人生態度，可以盡顯於浮世繪裡歡樂榮景的華麗刻劃。
浮世繪畫師以狩野派、土佐派出身者居多，這是因為當時這些畫派非常顯赫，而被這些畫派所驅逐、排斥的畫師很多都轉向浮世繪發展所致。

### 初期
明曆大火（1657年3月2日）至寶曆年間（1751年~1763年）。此時期的浮世繪以手繪及墨色單色木版畫印刷（稱為墨摺繪）為主。
17世紀後半，後世尊為「浮世繪之祖」的菱川師宣将画面从册装图书的形式中彻底独立出来，创造了单幅版画“一枚拓”，成为浮世绘的基本样式。
到了鳥居清信時代，使用墨色以外的顏色創作的作品開始出現，主要是以紅色為主。使用丹色（紅褐色）的稱丹繪，使用紅色的稱紅繪，也有在紅色以外又增加二、三種顏色的作品，稱為紅摺繪。
值得一提的是，當時鳥居派與歌舞伎業緊密合作。

### 中期
明和2年（1765年）至文化3年（1806年）。錦繪在此時期誕生。
因為畫曆（絵暦）在俳句詩人及愛好者間十分受歡迎，明和2年開始有了畫曆交換會的社交活動。為因應這種大量需求，鈴木春信等人以多色印刷法發明了東錦繪，浮世繪文化正式邁入鼎盛期。
由於多色印刷法需反覆上色，因此開發出印刷時如何標記「見當（記號之意）」的技巧和方法，並且開始採用能夠承受多次印刷的高品質紙張，例如以楮為原料的越前奉書紙、伊予柾紙、西野内紙等。另外在產能及成本的考量下，原畫師（版下繪師）、雕版師（彫師）、刷版師（刷師，或寫做摺師）的專業分工體制也在此時期確立。
此時期的人物繪畫風格也發生變化，由原本虛幻的人偶風格轉趨寫實。
安永年間（1772年—1780年），北尾重政寫實風格的美人画大受好評。勝川春章則將寫實風帶入稱為「役者繪」的歌舞伎肖像畫中。之後著名的喜多川歌麿更以纖細高雅的筆觸繪製了許多以頭部為主的美人画。
寬政2年（1790年），幕府施行了稱為「改印制度」的印刷品審查制度，開始管制印刷品的內容。寬政7年（1795年），因觸犯禁令而被沒收家產的出版家蔦屋重三郎為了東山再起，與畫師東洲齋寫樂合作，出版了許多風格獨特、筆法誇張的役者繪。雖然一時間造成話題，但畢竟風格過於特異，並未得到廣泛回響。同時期最受歡迎的風格是歌川豐國所繪的《役者舞台之姿繪》的歌舞伎全身圖系列。而歌川的弟子們也一躍形成浮世繪的最大畫派—「歌川派」。

### 後期
文化4年（1807年）至安政5年（1858年）。
喜多川歌麿死後，美人画的主流轉變為溪齋英泉的情色風格。而勝川春章的門生葛飾北齋則在旅行話題盛行的帶動下，繪製了著名的《冨嶽三十六景》。受到葛飾北齋啟發，歌川廣重也創作了名作《東海道五十三次》、《名所江戶百景》。此二人確立了浮世繪中稱為「名所繪」的風景畫風格。
在役者繪方面，歌川國貞師承歌川豐國，以更具力道的筆法繪製。另外，伴隨著草紙（類似現代的漫畫書）所引發的傳奇小說熱潮，歌川國芳等人開始創作描繪武士姿態的「武者繪」。歌川國芳的水滸傳系列非常受歡迎，在當時的日本引爆了水滸傳風潮。
在嘉永6年（1853年）所刊行的《江戶壽那古細見記》中有一句，簡單而直接地為此時期的風格做了總結。

### 終期
安政6年（1859年）至明治45年（1912年）。
此時期因為受到美國東印度艦隊司令佩里（或譯：培里）率領艦隊強行打開鎖國政策（此事件日本稱為「黑船來航」）的衝擊，許多人開始對西洋文化產生興趣，因此發軔於當時開港通商之一的橫濱的「横濱繪」開始流行起來。
另一方面，因為幕末至明治維新初期社會動盪的影響，也出現了稱為「無殘繪（或寫做無惨繪）」的血腥怪誕風格。這種浮世繪中常有腥風血雨的場面，例如歌川國芳的門徒月岡芳年和落合芳幾所創作的《英名二十八衆句》。
河鍋曉齋等正統狩野派畫師也開始創作浮世繪。而後師承河鍋曉齋的小林清親更引入西畫式的無輪廓線筆法繪製風景畫，此畫風被稱為光線画。
歌川派的歌川芳藤則開始為兒童創作稱為玩具繪的浮世繪，頗受好評，因而被稱為「（為玩具之意）」。
但是由於西學東漸，照相技術傳入，浮世繪受到嚴苛的挑戰。雖然很多畫師以更精細的筆法繪製浮世繪，但大勢所趨，終究無法力抗歷史的潮流。
其中，月岡芳年以非常細膩的筆法和西洋畫風繪製了許多畫報（錦繪新聞）、歷史畫、風俗畫，有之稱。月岡本人也鼓勵門徒多多學習各式畫風，因而產生了許多像鏑木清方等集插畫、傳統畫大成的畫師，浮世繪的技法和風格也得以以不同形式在各類藝術中繼續傳承下去。

## 題材與種類
- 美人画

是浮世绘最主要的题材，以年輕美麗的女子為題材。主要是描繪遊女（妓女）和茶屋的人氣看板娘（招牌女郎），後來也有街頭美女的題材。
- 役者繪

以著名的歌舞伎演員為題材。肖像畫與廣告傳單的形式都有。
- 戲畫

以滑稽有趣的事物為題材，常見擬人化的手法，也可包括下文的鳥羽繪。另外有時也有諷刺畫的性質，但還是以娛樂性為主。
- 鳥羽繪

得名自鳥羽僧正，常常將人物的手足畫得很長、很滑稽，屬戯画的一種。類似現代的漫畫，因此現代的漫畫在發展初期亦被稱為鳥羽繪。
- 漫画

即繪畫教學手冊，有各式各樣的題材，定義和現代的漫畫不同。
- 春画、

春是以性愛場面及相關事物為題材，亦可見將性器擬人化的手法。這類畫作在實用上也有做為情趣用品目錄及嫁妝之用。在當時的鄉村地區提到錦繪的話，多半就是指春画。則是較為含蓄的情色畫，因1722年德川吉宗禁止了春画而出现，在宝历年间达到巅峰。有美人出浴、羅衫輕解等題材。
- 开化绘（日语：開化絵）

描绘以东京地区为中心急速发展的西洋事物，如建筑物、西装和娱乐方式等。因其使用有毒矿物颜料苯胺红，又被称为“红绘”。
- 名所繪

除了滿足當時無遷徙和旅行自由的民眾對名山秀水的憧憬之外，也有做為旅行手冊的應用。
- 花鳥繪

以花、鳥、蟲、魚、獸為題材。
- 武者繪

以傳説、傳奇、歴史小說中的武士為題材，在傳奇熱潮後特別流行。但幕府規定不得繪製織田信長、豐臣秀吉時代以後的武士。
- 歷史画

以歷史上著名的事件為題材。明治維新後，為了更加鞏固天皇家的正統性，也有以歷代天皇為主題的創作。
- 玩具繪

因為應用在玩具製作上，所以種類很多，有雙六（遊戲方法類似大富翁，但遊戲內容不同）、面子、人氣浮世繪的小型版、變裝遊戲的紙娃娃、（繪有妖怪和武者的卡片收集）等。
- 見立繪（日语：見立絵）

取材自既有的歷史故事，但以當時的人地事物仿套。
- 相撲繪

以相撲為題材，也有相撲力士的肖像畫。
- 張交繪

一張紙上區分成數個大小不一的區塊，各區塊中皆有獨立的主題。張交繪常常是多位畫師共同完成的作品，因此同一張畫上可以看到多位畫師的畫風。
- 死繪

名人去世時的追悼肖像畫。
- 子供繪

以小孩子遊玩時的情景為題材。
- 長崎繪、橫濱繪

以長崎、橫濱的異國風情為題材。
- 風刺画

以時事為題材，例如安政大地震（1855年）後出現的鯰繪，因為當時日本人相信地震是鯰魚所引發的。又例如諷刺幕末社會動亂的、把戊辰戰爭描繪成小孩子嬉鬧的皆是。
- 疱瘡繪、麻疹繪

做為防治天花及麻疹的護身符之用。
- 團扇繪

繪在團扇上的裝飾圖。

## 製作方法
浮世繪是版畫的一種，由原畫師、雕版師、刷版師三者分工協力完成。原畫師將原圖完成後，由雕版師在木板上雕刻出圖形，再由刷版師在版上上色，將圖案轉印到紙上。要上多少色就必須刻多少版，因此顏色越多，製程就越繁雜。雖然是協力完成的作品，但一開始只有原畫師才能落款，後來也有刻版師的落款。另外由於幕府實行的審查制度，准許刊行的浮世繪上也會有幕府審查標章及刊行者的印記。
浮世繪的製作過程可分為5個步驟。
一、繪製原圖
由原畫師構思設計，然後以黑色描繪輪廓。古時此步驟完成後即需送交幕府審查內容。審查通過的話，幕府就會蓋上合格印記。
二、雕刻墨板
審查過的原圖交給雕版師後，雕版師會將原圖反過來貼在山櫻木製的木板上並浮雕出圖案，此板即稱為墨板。為應付將來反覆印刷、多次上色的製程需要，日本人發明了標示「（記號之意）」的方法。該方法的起源有2說：
1. 1744年出版物批發商上村吉右衛門所發明。
2. 1765年一名叫做金六的刷版師所發明。

三、選定色彩
墨板交給刷版師後，刷版師會用薄美濃紙印出做為雕刻色板的底圖之用的校合摺數張，張數則依原畫師計畫使用的顏色數目而決定。原畫師會在校合摺上以紅筆指定心中所構思的色彩。
四、雕刻色板
校合摺交給雕版師後，雕版師會以同樣的方法雕出所需的色板。
五、刷版
墨板和色板都到齊後，刷版師便開始一色一色反覆印刷上色。依畫面所用的顏色多寡，印刷次數也不同，一般約需刷10到20多次。色彩重疊的部份以由淡而濃、由小（面積）而大的原則處理。

## 畫作價格
浮世繪過往是日本平民能負擔起的藝術欣賞，價格往往與“一碗蕎麥麵”相同。價格依時代會有所不同，但從當時的史料、日記、遊記中，可以看出大致價位。在19世紀初，大幅面錦繪的浮世繪價格約為20文錢，到了19世紀中葉，也是在20文範圍內。據記載，德川幕府末期的蕎麥麵大約是 16 文錢，與當年浮世繪作品大約等價位。
例如，經常被各種書籍所引用的“荏土自慢名産杖”浮世繪，是以歌舞伎為題材的繪圖小版本，在1805年所印製的。一般認為當時的紅繪只有幾種顏色，而且紙質略遜一籌，所以價格便宜， 2張只賣16文錢。依據文書記載，在1795 年錦繪出售價格約在20 文，新作只能賣16-18文錢。在天保年間的改革下，浮世繪的著色次數被限制在 7 或 8 次，價格限制在每張 16 文錢或更少，以致繪者無利可圖。1843年“藤岡屋日記”的文字記載，使用大量深紅色的神田祭的錦繪，只以16文錢賣出。當時的日記中寫道：賣的越多，賠的越多。
到了幕府末年及明治初年，浮世繪價格已經拉高，一般平民不會輕易購買。
到了明治時代，政府修訂出版條例，強制標價，浮世繪的價格就清晰可查。一般來說，浮世繪作品定價2錢；如果是需要花費時間和精力的作品，則需另加1錢出售。

## 影響
19世紀中期開始，歐洲由日本進口茶葉，因日本茶葉的包裝紙印有浮世繪版畫圖案，其風格也開始影響了當時的印象派畫家。
1865年法國畫家布拉克蒙（Felix Bracquemond）將陶器外包裝上繪的《北齋漫畫》介紹給印象派的友人，引起了許多迴響。
梵谷可能是著名畫家中受浮世繪影響最深的人。1885年梵谷到安特衛普時開始接觸浮世繪，1886年到巴黎時與印象派畫家有往來，其中馬奈、羅特列克也都對浮世繪情有獨鍾，例如馬奈的名作《吹笛少年》即運用了浮世繪的技法。同樣地，梵谷也臨摹過多幅浮世繪，並將浮世繪的元素融入他之後的作品中，例如名作《星夜》中的渦卷圖案即被認為參考了葛飾北齋的《神奈川沖浪裏》。
法國印象派畫家莫內對葛飾北齋名作神奈川沖浪裏推崇備至，這幅作品至今仍收藏於他在吉維尼的故居。
無獨有偶，在音樂方面，古典音樂的印象派作曲家克劳德·德布西亦受到《神奈川沖浪裏》的啟發，創作了交響詩《海》（La Mer）。
浮世繪的藝術風格讓當時的歐洲社會颳起了和風熱潮（日本主義），浮世繪的風格對19世紀末興起的新藝術運動也多有啟迪。
及後，亦演變出各類分支，2019年，來自現代浮世繪派系的4位日本藝術家Horihiro Mitomo、Ukiyoemon Mitomoya、Horitatsu及Bang Ganji，於香港K11 Art Space舉辦以「現代浮世繪」為主題的作品展。

## 代表畫師
- 鈴木春信
- 東洲齋寫樂
- 歌川廣重
- 葛飾北齋
- 喜多川歌麿
- 菱川師宣
- 溪齋英泉
- 歌川國芳
- 月岡芳年
- 葛飾應為

### 学术期刊
- Fitzhugh, Elisabeth West. . Ars Orientalis (Freer Gallery of Art, The Smithsonian Institution and Department of the History of Art, University of Michigan). 1979, 11: 27–38. JSTOR 4629295.
- Fleming, Stuart. . Archaeology (Archaeological Institute of America). 1985-11 / 1985-12, 38 (6): 60–61, 75. JSTOR 41730275.
- Hickman, Money L. . MFA Bulletin (Museum of Fine Arts, Boston). 1978, 76: 4–33. JSTOR 4171617.
- Meech-Pekarik, Julia. . Metropolitan Museum Journal (University of Chicago Press). 1982, 17: 93–118. JSTOR 1512790.
- Kita, Sandy. . The Bulletin of the Cleveland Museum of Art (Cleveland Museum of Art). 1984-09, 71 (7): 252–267. JSTOR 25159874.
- Singer, Robert T. . Archaeology (Archaeological Institute of America). 1986-03 / 1986-04, 39 (2): 64–67. JSTOR 41731745.
- Tanaka, Hidemichi. . Artibus et Historiae (IRSA s.c.). 1999, 20 (39): 157–190. JSTOR 1483579.
- Toishi, Kenzō. . Ars Orientalis (Freer Gallery of Art, The Smithsonian Institution and Department of the History of Art, University of Michigan). 1979, 11: 15–25. JSTOR 4629294.
- Watanabe, Toshio. . Modern Asian Studies (Cambridge University Press). 1984, 18 (4): 667–684. JSTOR 312343. doi:10.1017/s0026749x00016371.
- Weisberg, Gabriel P. . The Bulletin of the Cleveland Museum of Art (Cleveland Museum of Art). 1975-04, 62 (4): 120–130. JSTOR 25152585.
- Weisberg, Gabriel P.; Rakusin, Muriel; Rakusin, Stanley. . The Journal of Decorative and Propaganda Arts (Florida International University Board of Trustees on behalf of The Wolfsonian-FIU). 1986 Spring, 1: 6–19. JSTOR 1503900.

### 书籍
- Addiss, Stephen; Groemer, Gerald; Rimer, J. Thomas. . University of Hawaii Press. 2006  [2014-08-04]. ISBN 978-0-8248-2018-3. （原始内容存档于2021-04-17）.
- Bell, David. . Global Oriental. 2004. ISBN 978-1-901903-41-6.
- Belloli, Andrea P. A. . Getty Publications. 1999  [2014-08-04]. ISBN 978-0-89236-510-4. （原始内容存档于2021-04-17）.
- Benfey, Christopher. . Random House. 2007  [2014-08-04]. ISBN 978-0-307-43227-8. （原始内容存档于2021-04-17）.
- Brown, Kendall H. . Javid, Christine  (编). . Chazen Museum of Art. 2006: 13–29  [2014-08-04]. ISBN 978-0-932900-64-7. （原始内容存档于2021-04-17）.
- Buser, Thomas. . Cengage Learning. 2006  [2014-08-04]. ISBN 978-0-534-64114-6. （原始内容存档于2021-04-17）.
- Checkland, Olive. . Routledge. 2004  [2014-08-04]. ISBN 978-0-203-22183-9. （原始内容存档于2021-04-17）.
- Faulkner, Rupert; Robinson, Basil William. . Kodansha International. 1999  [2014-08-04]. ISBN 978-4-7700-2387-2. （原始内容存档于2021-04-17）.
- Frédéric, Louis. . Harvard University Press. 2002  [2014-08-04]. ISBN 978-0-674-01753-5. （原始内容存档于2011-12-13）.
- Garson, Alfred. . Alfred Music. 2001  [2014-08-04]. ISBN 978-1-4574-0504-4. （原始内容存档于2021-04-17）.
- Harris, Frederick. . Tuttle Publishing. 2011  [2014-08-04]. ISBN 978-4-8053-1098-4. （原始内容存档于2021-04-17）.
- Hibbett, Howard. . Tuttle Publishing. 2001  [2014-08-04]. ISBN 978-0-8048-3464-3. （原始内容存档于2021-04-17）.
- Hillier, Jack Ronald. . Phaidon Press. 1954  [2014-08-04]. OCLC 1439680. （原始内容存档于2020-09-20） –Questia.
- Hockley, Allen. . University of Washington Press. 2003  [2014-08-04]. ISBN 978-0-295-98301-1. （原始内容存档于2021-04-17）.
- Honour, Hugh; Fleming, John. . Laurence King Publishing. 2005  [2014-08-04]. ISBN 978-1-85669-451-3. （原始内容存档于2020-08-19）.
- Hughes, Glenn. . Biblo & Tannen Publishers. 1960  [2014-08-04]. ISBN 978-0-8196-0282-4. （原始内容存档于2021-04-17）.
- Ishizawa, Masao; Tanaka, Ichimatsu. . Kodansha International. 1986  [2014-08-04]. ISBN 978-0-87011-787-9. （原始内容存档于2021-04-17）.
- Ives, Colta Feller.  (PDF). Metropolitan Museum of Art. 1974  [2014-08-04]. OCLC 1009573. （原始内容存档 (PDF)于2021-02-24）.
- Jobling, Paul; Crowley, David. . Manchester University Press. 1996  [2014-08-04]. ISBN 978-0-7190-4467-0. （原始内容存档于2021-04-17）.
- Kikuchi, Sadao; Kenny, Don. . Crown Publishers. 1969. OCLC 21250.
- King, James. . Peter Lang. 2010  [2014-08-04]. ISBN 978-3-0343-0317-0. （原始内容存档于2015-03-20）.
- Kita, Sandy. . University of Hawaii Press. 1999  [2014-08-04]. ISBN 978-0-8248-1826-5. （原始内容存档于2021-04-17）.
- Kita, Sandy. . Nietupski, Paul Kocot; O'Mara, Joan  (编). . Rowman & Littlefield. 2011: 149–162  [2014-08-04]. ISBN 978-1-61146-070-4. （原始内容存档于2021-04-17）.
- Kobayashi, Tadashi; Ōkubo, Jun'ichi. . Shibundō. 1994. ISBN 978-4784301508.
- Kobayashi, Tadashi. . Kodansha International. 1997  [2014-08-04]. ISBN 978-4-7700-2182-3. （原始内容存档于2021-04-17）.
- Lane, Richard. . Doubleday. 1962  [2014-08-04]. OCLC 185540172. （原始内容存档于2020-12-10） –Questia.
- Lewis, Richard; Lewis, Susan I. . Cengage Learning. 2008  [2014-08-04]. ISBN 978-0-534-64103-0. （原始内容存档于2021-04-17）.
- Link, Howard A.; Takahashi, Seiichirō. . Ōtsuka Kōgeisha. 1977  [2014-08-04]. OCLC 423972712. （原始内容存档于2021-04-17）.
- Mansfield, Stephen. . Oxford University Press. 2009  [2014-08-04]. ISBN 978-0-19-972965-4. （原始内容存档于2021-04-17）.
- Marks, Andreas. . Tuttle Publishing. 2012  [2014-08-04]. ISBN 978-1-4629-0599-7. （原始内容存档于2021-04-17）.
- Meech-Pekarik, Julia. . Weatherhill. 1986  [2014-08-04]. ISBN 978-0-8348-0209-4. （原始内容存档于2021-04-17）.
- Merritt, Helen. . University of Hawaii Press. 1990  [2014-08-04]. ISBN 978-0-8248-1200-3. （原始内容存档于2021-04-17）.
- Michener, James Albert. . University of Hawaii Press. 1954  [2014-08-04]. ISBN 978-0-8248-0873-0. （原始内容存档于2021-04-17）.
- Michener, James A. . Charles E. Tuttle Company. 1959. OCLC 187406340.
- Munsterberg, Hugo. . Charles E. Tuttle Company. 1957  [2014-08-04]. ISBN 9780804800426. （原始内容存档于2021-04-17）.
- Neuer, Roni; Libertson, Herbert; Yoshida, Susugu. . Studio Editions. 1990  [2014-08-04]. ISBN 978-1-85170-620-4. （原始内容存档于2021-04-17）.
- Noma, Seiroku. . Kodansha International. 1966  [2014-08-04]. ISBN 978-4-7700-2978-2. （原始内容存档于2021-04-17）.
- Ōkubo, Jun'ichi. . Iwanami Shoten. 2008. ISBN 978-4-00-431163-8.
- Ōkubo, Jun'ichi. . Fujiwara Printing. 2013. ISBN 978-4-642-07915-0.
- Penkoff, Ronald.  (PDF). Ball State Teachers College. 1964  [2014-08-04]. OCLC 681751700. （原始内容存档 (PDF)于2017-09-02）.
- Salter, Rebecca. . University of Hawaii Press. 2001  [2014-08-04]. ISBN 978-0-8248-2553-9. （原始内容存档于2021-04-17）.
- Salter, Rebecca. . University of Hawaii Press. 2006  [2014-08-04]. ISBN 978-0-8248-3083-0. （原始内容存档于2021-04-17）.
- Screech, Timon. . Reaktion Books. 1999  [2014-08-04]. ISBN 978-1-86189-030-6. （原始内容存档于2021-04-17）.
- Seton, Alistair. . Tuttle Publishing. 2010  [2014-08-04]. ISBN 978-4-8053-1122-6. （原始内容存档于2021-04-17）.
- Sims, Richard. . Psychology Press. 1998  [2014-08-04]. ISBN 978-1-873410-61-5. （原始内容存档于2021-04-17）.
- Statler, Oliver. . Charles E. Tuttle Company. 1959. ISBN 978-1-4629-0955-1.
- Sullivan, Michael. . University of California Press. 1989  [2014-08-04]. ISBN 978-0-520-05902-3. （原始内容存档于2019-12-12）.
- Suwa, Haruo. . Chikuma Shobō. 1998. ISBN 978-4-480-05768-6.
- Takeuchi, Melinda. . Stanford University Press. 2004  [2014-08-04]. ISBN 978-0-8047-4355-6. （原始内容存档于2021-04-17）.
- Winegrad, Dilys Pegler. . University of Pennsylvania Press. 2007  [2014-08-04]. ISBN 978-0-8122-1985-2. （原始内容存档于2020-08-19）.
- Yashiro, Yukio. . H. N. Abrams. 1958  [2014-08-04]. OCLC 1303930. （原始内容存档于2021-04-17）.
- Yoshimoto, Mitsuhiro. . Lau, Jenny Kwok Wah  (编). . Temple University Press. 2003: 53–75  [2014-08-04]. ISBN 978-1-56639-986-9. （原始内容存档于2021-04-17）.

### 网页
- AFP staff. . AFP. 2009-10-16  [2013-12-07]. （原始内容存档于2014-03-03）.
- Fiorillo, John. . Viewing Japanese Prints.   [2013-12-07]. （原始内容存档于2013-12-08）.
- Fiorillo, John. . Viewing Japanese Prints.   [2013-12-17]. （原始内容存档于2014-11-04）.
- Fiorillo, John. . Viewing Japanese Prints.   [2013-12-17]. （原始内容存档于2013-06-24）.
- Fiorillo, John. . Viewing Japanese Prints.   [2013-12-17]. （原始内容存档于2012-11-03）.
- Fiorillo, John. . Viewing Japanese Prints.   [2013-12-17]. （原始内容存档于2013-12-07）.

## 扩展阅读
- Calza, Gian Carlo. . Phaidon Press. 2007. ISBN 978-0-7148-4794-8.
- Kanada, Margaret Miller. . Shufunomoto. 1989  [2014-08-04]. ISBN 978-4-07-975316-6. （原始内容存档于2017-03-24）.
- Lane, Richard. . Oxford University Press. 1978. ISBN 978-0-19-211447-1.
- Newland, Amy Reigle. . Hotei. 2005. ISBN 978-90-74822-65-7.
- Stewart, Basil. . Courier Dover Publications. 1922  [2014-08-04]. ISBN 978-0-48-623809-8. （原始内容存档于2021-04-17）.

## 外部連結
- 日本浮世繪——入門篇 | 日本文化物語 （页面存档备份，存于）